# Houaphanh
Houaphanh ou Houaphan é uma província do Laos. Sua capital é a cidade de Sam Neua.

## Distritos
- Xiangkho
- Samneua
- Et
- Sopbao
- Viangxao
- Viangthong
- Houamuang
- Samtai